# Warscewiczella
Warscewiczella là một chi thực vật có hoa trong họ Lan. Chúng thường được tìm thấy ở Nam Mỹ, Trung Mỹ, và Cuba.
1. Warczewiczella amazonica Rchb.f. & Warsz. - Colombia, Ecuador, Peru, Brazil
2. Warczewiczella candida (Lindl.) Rchb.f. - Brazil
3. Warczewiczella discolor (Lindl.) Rchb.f. - Colombia, Ecuador, Peru, Venezuela, Cuba, Costa Rica, Honduras, Panama
4. Warczewiczella guianensis (Lafontaine, G.Gerlach & Senghas) Dressler - Guyana, Suriname, French Guiana
5. Warczewiczella ionoleuca (Rchb.f.) Schltr. - Colombia, Ecuador
6. Warczewiczella lipscombiae (Rolfe) Fowlie - Panama
7. Warczewiczella lobata (Garay) Dressler - Colombia
8. Warczewiczella marginata Rchb.f. - Panama, Colombia, Venezuela
9. Warczewiczella palatina (Senghas) Dressler - Peru, Bolivia
10. Warczewiczella timbiensis P.Ortiz - Colombia
11. Warczewiczella wailesiana (Lindl.) E.Morren - Brazil